# Georg Becker (Chemiker)
Georg Albert Becker (* 17. August 1884 in Offenbach am Main; † nach 1960) war ein deutscher Chemiker.

## Leben

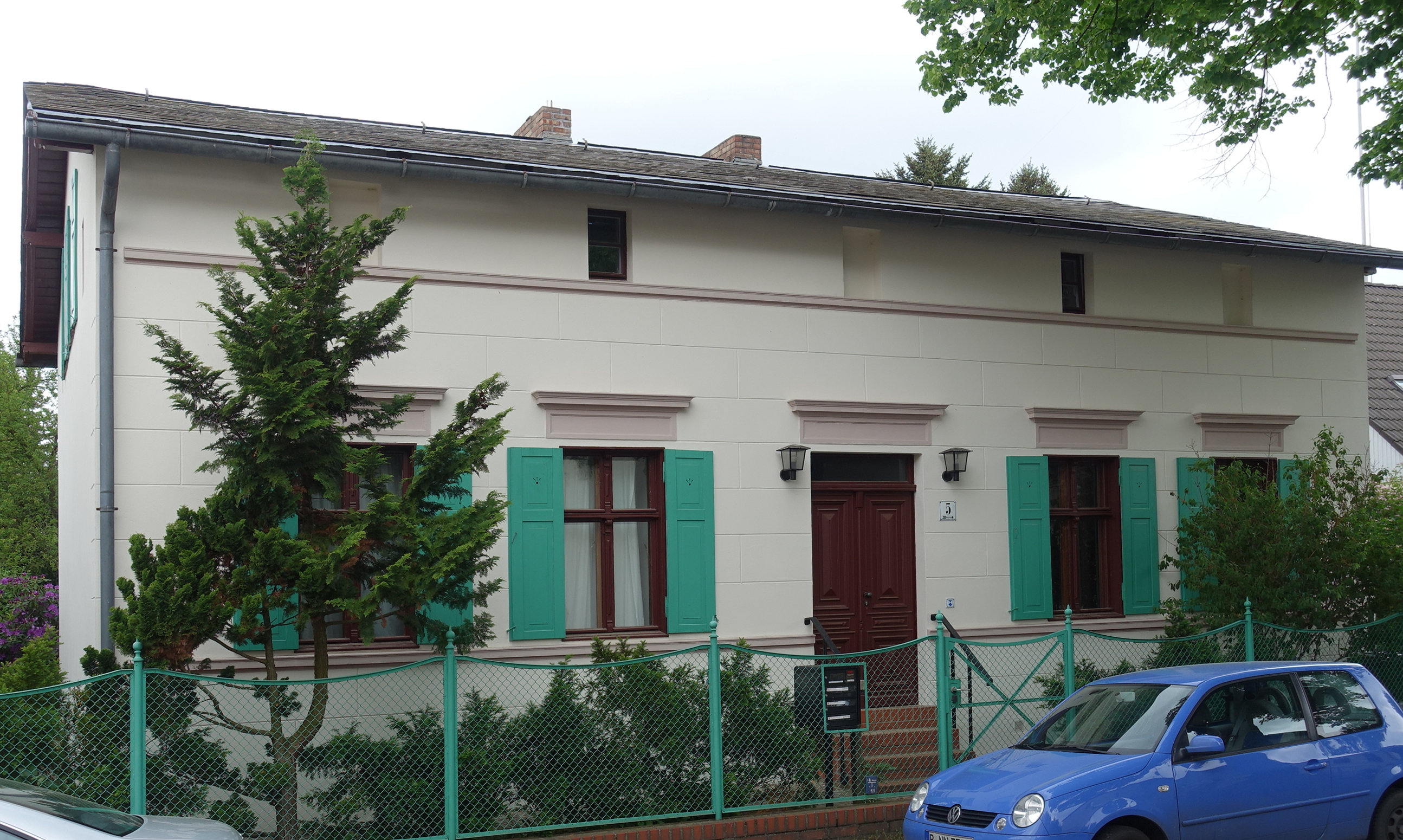
Denkmalgeschütztes Haus von Georg Becker in Berlin-Wannsee

Er war der Sohn des Fabrikanten Ludwig Becker aus Offenbach am Main und dessen Ehefrau Maria geborene Schilling. Nach dem Besuch des Gymnasiums studierte Georg Becker an der Universität München, wechselte dann an die Universität Freiburg im Breisgau. Später ging er an die Universität London und dann an die Technische Hochschule Darmstadt, einige Zeit verbrachte er mit Studien auch in Dresden zu. Eine längere Studienreise führte ihn in die Vereinigten Staaten von Amerika. Er promovierte im Jahre 1910 als Chemiker. Das Thema seiner Dissertation lautete Über den Zusammenhang zwischen Farbe und Konstitution der Pyridinfarbstoffe aus sekundären Aminen. Im Anschluss war er als Fabrikdirektor der Byk-Guldenwerke Chemische Fabrik Aktiengesellschaft in Berlin tätig.
In den 1920er Jahren erfand er gemeinsam mit Agathe Wolff aus Berlin-Charlottenburg ein Verfahren für stabile wässrige Wismutlactatlösungen. Sie machten dazu eine Wismutlactat und Alkalilactat enthaltende Lösung durch Zusatz von Alkali neutral oder alkalisch.
Georg Becker wohnte in Berlin-Wannsee im Haus NW 40, Alsenstraße 5 (Foto), das heute als Berliner Kulturdenkmal mit der Nummer 09075499 unter staatlichem Denkmalschutz steht.
Als Exlibris verwendete Georg Becker die Abbildung eines Ritters in Rüstung, die Arme auf das Schwert gestützt, im Hintergrund eine Burg.

## Familie
Georg Becker war seit 1915 mit Maria, der Tochter des Gynäkologen Leopold aus Dresden, verheiratet. Aus der gemeinsamen Ehe gingen zwei Söhne hervor.